# Therapsida
A Therapsida az emlősszerűek (Synapsida) egyik csoportja, melybe beletartoznak az emlősök, azok ősei, valamint rokonaik. Számos, a mai emlősökre jellemző sajátságos tulajdonságok már a korai therapsidáknál megtalálhatóak, mint például a test alatt elhelyezkedő lábak, amelyek eltérőek a hüllők és a kétéltűek oldalról kinövő végtagjaitól.
A kora perm kor idején a pelycosaurusok Sphenacodontia kládjából fejlődtek ki, nagyjából 280 millió évvel ezelőtt. A középső perm során ők lettek a domináns élőlények a szárazföldön, és ez egészen a kora triászig így is volt. A perm-triász kihalási esemény súlyosan érintette őket, és a körülményekhez sokkal gyorsabban alkalmazkodó és fejlődő hüllőkhöz képest háttérbe szorultak.
A therapsidák egyik csoportja a cynodontáké, akikből később kialakultak az első emlősök, valamikor a késő triászban, 225 millió évvel ezelőtt. Ők voltak az egyetlen olyan csoport, amelyek a triászt túlélték, egészen a kora krétáig.

## Jellemzőik

### Állkapocs és fogak
A therapsidák halántékán megtalálható üregek nagyobbak, mint a pelycosaurok esetében. Az állkapcsuk összetettebb és erősebb, fogaik pedig funkció szerint elkülönültek: megtalálhatóak a metszőfogak, a szemfogak, és az őrlőfogak.

### Testtartás
A therapsidák lába sokkal inkább függőlegesen a törzsük alatt található, mint a hüllők vagy a pelycosaurok esetében, amelyek végtagjai inkább a törzs oldalából nőnek ki. Végtagjaik szimmetrikusabbak, általában a két szélső ujjuk kisebb, a középső ujjak pedig hosszabbak - ez is a testtartás megváltozásának következménye. Járásuk is sokkal modernebb, emlősszerűbb volt már a megjelenésekor is.

### Fiziológia
A korai therapsidák esetében erről keveset tudunk. Valószínűsíthetően rendelkeztek ők is a ma leginkább hüllőkre és kétéltűekre jellemző fejtetői szemmel, viszont ez a szerv leginkább a hőháztartás kialakításában és a cirkadián ritmus fenntartásában játszik szerepet, és a melegvérű emlősöknél éppen ezért hiányzik is. A perm végi leletek alapján a fejtetői szem jelenlétére utaló nyomok eltűnnek. Oxigénizotópok kimutatása útján (amelyek összefüggésben vannak a testhőmérséklettel) azt mondhatjuk, hogy a melegvérűség fokozatosan, párhuzamosan alakult ki náluk. Ugyanakkor hisztológiai bizonyítékok szerint valamennyi therapsida eleve melegvérű kellett, hogy legyen - és ennek is ellentmond az emlősszerű Morganucodon lelete, mely inkább arra utal, hogy ennek az állatnak inkább hüllőszerű metabolizmusa volt.

## Filogenetikájuk
```
Synapsida

  |

Sphenacodontia

  |-
Sphenacodontidae
 
  `-
Therapsida

    |-?
Tetraceratops

    `-+-
Biarmosuchia

      |    |-
Eotitanosuchidae

      |    `-?
Phthinosuchidae

      `-
Eutherapsida

           |-
Dinocephalia

           |    |-
Anteosauria

           |    `-
Tapinocephalia

           `-
Neotherapsida

              |-
Anomodontia

              |   |-
Dromasauria
 
              |   `-
Dicynodontia

              `-
Theriodontia

                 |-
Gorgonopsia

                 |  |-
Lycaenops

                 |  `-
Inostrancevia

                 `-
Eutheriodontia

                   |-
Therocephalia

                   |  `-
Eutherocephalia

                   |     `-
Bauria

                   `-
Cynodontia

                       `-
Emlősök
 
(Mammalia)
```